# Mouhamadou Dabo
Mouhamadou Dabo (Dakar, 28 de novembro de 1986) é um ex-futebolista profissional senegalês que atuava como lateral direito.

## Carreira
Mouhamadou Dabo começou a carreira no Saint-Étienne.